# Joaquín Luis Romero Marchent
Joaquín Luis Romero Hernández Marchent (auch José Romero Marchent; * 26. August 1921 in Madrid; † 16. August 2012 ebenda) war ein spanischer Filmregisseur, -produzent und Drehbuchautor.

## Leben
Romero Marchent wuchs als Sohn eines Herausgebers, Cutters und Filmproduzenten auf und begann seine Karriere als Darsteller im Kindesalter; in den 1940er Jahren trat er in einigen Filmrollen auf. Sein begonnenes Jurastudium gab er nach dem Zweiten Weltkrieg zugunsten einer Filmkarriere auf. Einige Engagements und eine mit seinem Bruder Rafael gegründete Theatertruppe folgten. 1953 debütierte er als Regisseur.
Er erhielt für den Kriminalfilm Juzgado permanente 1954 den "Jimeno" Revelation Award und drehte bereits Mitte der 1950er Jahre in Spanien mit Der Coyote (1955) und Die Rache des Coyoten (1956 – Drehbuch: Jesus Franco) zwei Western. Mittlerweile schrieb Romero Marchent selbst und war mit seiner eigenen Produktionsgesellschaft Centaur Films oftmals sein eigener Finanzgeber, häufig auch in Zusammenarbeit mit italienischen Geldgebern wie Alberto Grimaldi. Ab 1963 entstanden so unter seiner Regie eine Reihe von Italowestern, anfänglich noch stark von amerikanischen Vorbildern geprägt, womit er zu den Begründern des Genres gezählt werden kann. 1972 verantwortete er den indizierten Todesmarsch der Bestien. Später drehte Romero Marchent bevorzugt für das Fernsehen; sehr erfolgreich waren seine Beiträge zur Serie Curro Jimenez; seine letzten Arbeiten erfolgten 1994 für die Fortsetzung der Miniserie, Curro Jiménez II.
Er war mit der Schauspielerin Ángela Caballero verheiratet.

## Filmografie
Regisseur
- 1953: Juzgado permanente
- 1954: Sor Angélica
- 1954: Der Coyote (El Coyote)
- 1954: Die Rache des Coyoten (La justicia del Coyote)
- 1957: El hombre que viajaba despacito
- 1958: El hombre del paraguas blanco
- 1959: Fulano y Mengano
- 1962: Zorro – das Geheimnis von Alamos (La venganza del Zorro)
- 1962: Zorro, der schwarze Rächer (Cabalgando hacia la muerte)
- 1963: Abrechnung in Veracruz (El sabor de la venganza)
- 1963: Die drei Unerbittlichen (Tres hombres buenos)
- 1964: Die letzte Kugel traf den Besten (Aventuras del Oeste)
- 1964: Die 7 aus Texas (Antes llega la muerte)
- 1966: 100.000 Dollar für einen Colt (La muerte cumple condena)
- 1966: El aventurero de Guaynas
- 1967: Fedra West
- 1972: Todesmarsch der Bestien (Condenados a vivir)
- 1973: El juego del adulterio
- 1975: El clan de los Nazarenos

Drehbuchautor
- 1965: Blei ist sein Lohn (Ocaso de un pistolero)
- 1968: Töte alle und kehr allein zurück (Ammazzali tutti e torna solo)
- 1969: Garringo – der Henker (Garringo)
- 1970: Manos torpes
- 1970: Der Tod sagt Amen (Arizona si scatenò… e li fece fuori tutti)
- 1970: … und Santana tötet sie alle (Un par de asesinos)
- 1981: La venganza del Lobo Negro